# Coro Piátnitski

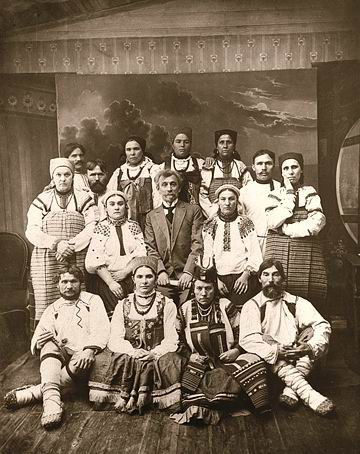
Mitrofan Piátnitski

El Coro popular ruso Piátnitski (en ruso: Государственный академический русский народный хор им. М. Е. Пятницкого, «Coro académico nacional de M. Ye. Piátniski») es un grupo musical ruso que fue establecido por Mitrofán Piátnitski en 1910 inicialmente con 18 campesinos de las provincias de Vorónezh, Riazán y Smolensk. El coro de campesinos celebró su primera actuación en la pequeña sala del Club de la Nobleza de Moscú (más tarde el Salón de octubre de la Casa de los Sindicatos) el 2 de marzo de 1911.
Piátnitski se centró en la canción tradicional rusa. Los artistas cantaban, bailaban e interpretaban instrumentos folclóricos. Uno de los primeros solistas de reconocido prestigio en el coro fue Arina Kolobayeva. En sus primeros años el coro recibió grandes elogios de los músicos rusos Serguéi Rajmáninov y Fiódor Chaliapin.
En 1918, el coro transfirió su base a Moscú. Después de oír el coro, Lenin personalmente notó la necesidad de expandir sus actividades, haciendo que el coro actúe en salas de concierto, fábricas y plantas. En 1925, le fue otorgado a Mitrofán Piátnitski el título de Artista Meritorio de la República.
Después de la muerte de Piátnitski, la compañía adoptó el nombre de su fundador y el liderazgo paso a manos de Piotr Kazmin. En 1931, el coro fue conducido por Vladímir Grigírievich Zajárov, quien realzó el repertorio con sus canciones. El conjunto estuvo ampliado con un grupo de baile y orquesta de instrumentos folclóricos rusos. 1930 fue dirigido por Vasili Jvatov. En 1962, Valentín Levashov se convertía en al nuevo director de arte de la compañía.
El coro tiene hoy su propio estudio con una colección de material folclórico, grabaciones y registros. El coro tiene actualmente más de 100 miembros. El coro ha sido galardonado con numerosos premios estatales. En sus largos años de existencia ha visitado cada país de la antigua Unión Soviética y visitó Checoslovaquia, Polonia, Bulgaria, Rumanía, Hungría, Austria, Finlandia, Canadá, Japón, Suecia, México, Alemania, EE. UU., Australia, Nueva Zelanda, Noruega y Luxemburgo.